# Římskokatolická farnost – arciděkanství Bílina
Římskokatolická farnost – arciděkanství Bílina (lat. Bilina) je církevní správní jednotka sdružující římské katolíky na území města Bílina a v jeho okolí. Organizačně spadá do teplického vikariátu, který je jedním z 10 vikariátů litoměřické diecéze.

## Historie farnosti
Již v roce 1061 byla v místě plebánie. Od 11. století zde bylo sídlo bílinského arcidiakonátu, které je spojeno s bílinskou komendou Řádu německých rytířů. Mezi představitele tohoto arcidiakonátu patřil mj. v letech 1216–1217 i arcijáhen Benedikt, pozdější 12. probošt litoměřické kapituly. Matriky jsou vedeny od roku 1591. Farní budova byla postavena v letech 1724-1729 a přestavěna v 19. století. V roce 1934 byla farnost povýšena na arciděkanství.

### Duchovní správcové vedoucí farnost

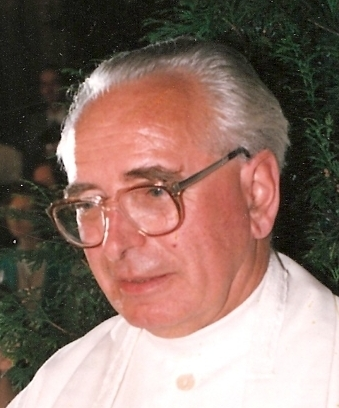
Arciděkan Eduard Hrbatý
(* 15. 8. 1923 Hrochov – † 21. 5. 2013)

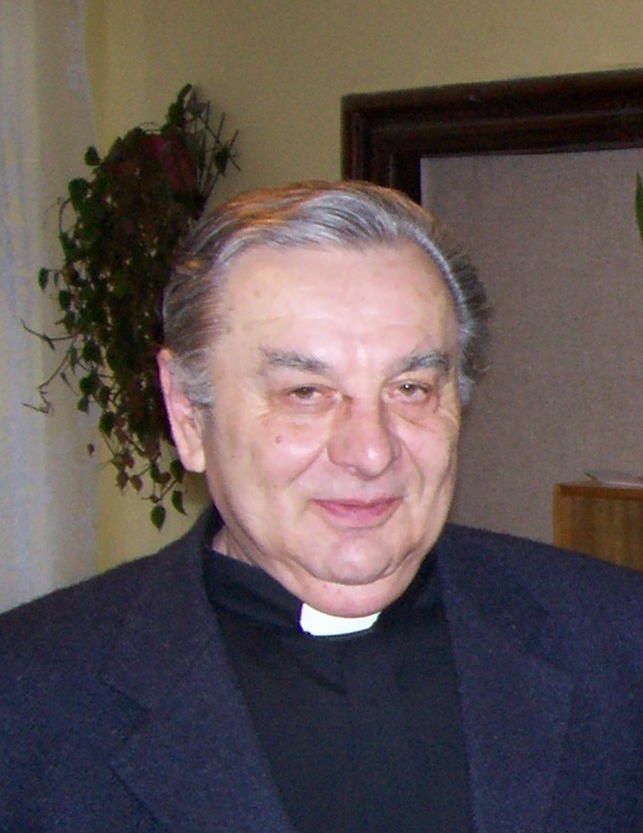
Arciděkan Antonín Audy
(* 5. 11. 1942 – † 9. 10. 2010)

Začátek působnosti jmenovaného v duchovní správě farnosti od:
- 1216 Benedikt
- 1388 Mag. Friedricus
- 1540 Georgius de Pelsina
- 1593 Nicodemus Bolehrius
- 1597 Joan. Burgrabka
- 1613 Joan. Hostovinus
- 1622 Math. Gradivus a Libentina
- 1634 Tobias Regalius z Mensteina
- 1642 Michael Lemka O.Cist
- 1656 Leonardus Masius O.P.
- 22. 11. 1659 Jac. Zottinis
- 29. 10. 1660 August. Schvegera S.J.
- 1662 Joann. Christoph. Purlla
- 25. 10. 1663 Wenc. Tausch
- 17. 2. 1673 Franc. Nosecky
- 28. 7. 1676 Nicol. Anton. Podhorsky, nar. 13. 6. 1636, † 7. 10. 1688
- 2. 11. 1688 Mart. Gebhard
- 14. 2. 1701 Simon. August. Lux
- 15. 6. 1717 Math. Schreyer
- 9. 10. 1721 Wenc. Kraupa
- 23. 9. 1734 Joann. Petr. Neumann
- 9. 10. 1777 Franc. Kopetzky, † 3. 11. 1792
- 1. 2. 1793 Joann. Schupp, nar. 27. 4. 1740 Kadaň, o. 2. 4. 1763, † 5. 11. 1834
- 1835 archidiac. vacat,[p 2] admin. Anton. Rieger
- 1836 Jacob. Gerlach, nar. 29. 6. 1782 Eichfeld. Duderstad. o. 30. 8. 1806, † 22. 10. 1866
- 1867 archid. vacat,[p 2] admin. interc. Franc Benk
- 1868 Wenc. Hauschild, nar. 12. 11. 1809 Lípa, o. 3. 8. 1835, † 5. 7. 1882
- 1883 archid. vacat,[p 2] admin. interc. Car. Duce
- 1884 Franc. Alois. Oehm, nar. 16. 1. 1821 Hareth, o. 25. 7. 1845, † 29. 8. 1891
- 1892 Car. Trautzl, nar. 27. 8. 1840 Vtelno, o. 30. 6. 1864, † 2. 11. 1906
- 1907 archidiacon. vacat,[p 2] admin. interc. Josef Wortner, nar. 19. 11. 1868, o. 22. 7. 1894, † 18. 2. 1932 Sviny
- 1908 Car. Josef Steiner, nar. 11.3.1863 Štětí, o. 25. 4. 1888, † 26. 3. 1940
- 1941 Wenc. Billich, nar. 16. 8. 1889 Tuhan, o. 14. 7. 1912
- 1. 7. 1943 Alois Neumann
- 1950 Zikmund Jan Kapic, O.Cist., administrátor
- 16. 8. 1956 Karel Kahoun
- 1. 10. 1956 Josef Palme, nar. 23. 7. 1908, † 21. 3. 1977
- 1. 6. 1958 Bohumil Řezníček
- 1. 8. 1969 Eduard Hrbatý, SDB, arciděkan
  - 1. 9. 1977 – 31. 5. 1979 Ján Janok CSsR, kaplan
  - 1989 – 1993? Augustin Holík SDB, v. duch., n. 25. 4. 1919 Velíková, o. 6. 7. 1947 Osek u Duchova, † 18. 9. 1996 Zlín
- 1. 7. 2003 – 9. 10. 2010 Antonín Audy, arciděkan
- 1. 9. 2011 Marcin Saj, administrátor, od 1. 6. 2015 arciděkan, nar. 24. 2. 1976[7]

Kromě kněží stojících v čele farnosti, působili ve farnosti v průběhu její historie i jiní kněží. Většinou pracovali jako farní vikáři, kaplani, katecheté, výpomocní duchovní aj.

## Území farnosti
Do farnosti náleží území obce:
- Bílina (Bilin)[p 3]
- Břežánky[1] (Briesen)[p 3]
- Chudeřice (Kutterschitz)[p 3]
- Kučlín (Kutschlin)[p 3]
- Újezd (Ugest – ve 21. století součást obce Bílina)[p 3]

## Římskokatolické sakrální stavby a místa kultu na území farnosti
| | Fotografie | Stavba                        | Místo     | Bohoslužby                      | Zeměpisné souřadnice             | Status                             | Číslo kulturní památky                       |
| Kostely | Kostely    | Kostely                       | Kostely   | Kostely                         | Kostely                          | Kostely                            | Kostely                                      |
| --- | ---------- | ----------------------------- | --------- | ------------------------------- | -------------------------------- | ---------------------------------- | -------------------------------------------- |
| 1. |            | Kostel sv. Petra a Pavla      | Bílina    | bližší informace o bohoslužbách | 50°32′51″ s. š., 13°46′30″ v. d. | arciděkanský farní kostel          | 43521/5-2536 (Pk•MIS•Sez•Obr•WD) (Q21019597) |
| 2. |            | Kostel Zvěstování Panny Marie | Újezd     | bližší informace o bohoslužbách | 50°32′35″ s. š., 13°46′8″ v. d.  | filiální kostel                    | 43605/5-2547 (Pk•MIS•Sez•Obr•WD) (Q21019494) |
| Zaniklé kostely a kaple |            |                               |           |                                 |                                  |                                    |                                              |
| 3. |            | Kostel sv. Štěpána            | Bílina    | nelze sloužit                   | 50°32′54″ s. š., 13°46′16″ v. d. | zbořený filiální kostel, hřbitovní | —                                            |
| 4. |            | Kostel sv. Alžběty            | Bílina    | nelze sloužit                   | 50°33′ s. š., 13°46′34″ v. d.    | zbořený filiální kostel, špitální  | —                                            |
| 5. |            | Kaple sv. Donáta              | Břežánky  | nelze sloužit                   |                                  | zbořená kaple                      | —                                            |
| 6. |            | Kaple                         | Chudeřice | nelze sloužit                   | 50°33′48″ s. š., 13°46′55″ v. d. | zbořená kaple                      | —                                            |
| Některé drobné sakrální stavby a pamětihodnosti lze dohledat zde v databázi Drobné sakrální památky Zaniklé sakrální stavby lze dohledat zde v databázi Poškozené a zničené kostely, kaple a synagogy v České republice |            |                               |           |                                 |                                  |                                    |                                              |

Ve farnosti se mohou nacházet i další drobné sakrální stavby, místa římskokatolického kultu a pamětihodnosti, které neobsahuje tato tabulka.

## Farní obvod
Z důvodu efektivity duchovní správy byl vytvořen farní obvod (kolatura) sestávající z přidružených farností spravovaných excurrendo z Bíliny. Do farní kolatury bílinského arciděkanství patří farnosti: 
1. Římskokatolická farnost Bořislav
2. Římskokatolická farnost Jenišův Újezd
3. Římskokatolická farnost Mrzlice
4. Římskokatolická farnost Želenice
5. Římskokatolická farnost Žim

Přehled vikariátních kolatur je uveden v tabulce farních obvodů teplického vikariátu.